# Байково (станция)
Байково — один из остановочных пунктов Сахалинского региона Дальневосточной железной дороги, расположенный на ветке Шахта-Сахалинская — Ильинск.

## Описание
Платформа представляет собой обычный остановочный пункт с короткой низкой посадочной платформой, без билетных касс и укрытия от дождя и снега.

## История
Настоящее название станции 久良志駅 (Кураши-но-о-Найпо) переводитя с японкого как  "Место, где растет водяника". Станция была построена на западной  береговой линии железных дорог префектуры Карафуто, отрытой в 1930 году. В 1945 году железная дорога вместе со станциями была захвачена СССР. С японской стороны железная дорога была официально закрыто 1 февраля 1946 года.

## Деятельность
Пассажирское сообщение по станции представлено пригородными дизель-поездами сообщением Холмск-Северный — Томари (2 пары, курсирующие по понедельникам, пятницам и субботам).